# Блек Пойнт (фільм)
Блек Пойнт (англ. Black Point) — канадський трилер 2002 року.

## Сюжет
Джон Хоукінс — поліцейський у відставці, проживає в тихому містечку Блек Пойнт. Одного разу в сусідній будиночок переїжджає пара — Гас і Наталі Тревіс, що здалася Джону трохи незвичайною. Пізніше Джон дізнається, що чоловік це злочинець який переховується. До того ж сім'я Тревісів благополуччям не відрізняється. Джон співчуває Наталі через постійні сварки з чоловіком, і у них починається роман. Але мила жінка не така безневинна, як здається. Вона вбиває брата Гаса, забирає крадені гроші свого чоловіка, і намагається звалити все на Джона.

## У ролях
| Актор             | Роль          |
| ----------------- | ------------- |
| Девід Карузо      | Джон Хоукінс  |
| Сьюзен Хескелл    | Наталі Тревіс |
| Томас Йен Гріффіт | Gus Тревіс    |
| Гордон Тутусіс    | Standing Bear |
| Мігель Сандовал   | Малкольм      |
| Ейлін Педде       | Ліза          |
| Алекс Бруханскі   | Фред          |
| Тревіс МакДональд | Едді          |
| Шон Реіс          | Логан         |
| Майк Допуд        | Рей           |
| Гас Лінч          | Майк          |
| Джон Тенч         | Кевін         |
| Еллі Френд        | Габріелла     |